# Terminator - Destino oscuro
Terminator - Destino oscuro (Terminator: Dark Fate) è un film del 2019 diretto da Tim Miller.
È la sesta pellicola della saga di Terminator ed il sequel diretto di Terminator 2 - Il giorno del giudizio, che ignora gli eventi dei capitoli successivi. Il film vede il ritorno di Linda Hamilton e Arnold Schwarzenegger, affiancati da Mackenzie Davis, Natalia Reyes, Gabriel Luna e Diego Boneta.

## Trama
Nel 1998, tre anni dopo aver sconfitto il T-1000 e aver evitato l'ascesa dell'Intelligenza artificiale Skynet, John Connor viene ucciso da un T-800, inviato dal futuro prima della cancellazione di Skynet, sotto gli occhi della madre Sarah Connor.
Nel 2020, una soldatessa umana potenziata chiamata Grace ed un modello di Terminator dalle fattezze maschili, "Rev-9", appaiono a Città del Messico dopo aver viaggiato nel tempo per trovare una ragazza chiamata Daniella "Dani" Ramos, la prima con l'obiettivo di proteggerla, il secondo con quello di ucciderla. Il Rev-9, che rivela incredibili capacità di mutaforma in grado di assumere l'aspetto di oggetti e persone, oltre a potersi dividere in due corpi autonomi, la attacca in una fabbrica, ma l'intervento di Grace permette alla ragazza e a suo fratello Diego di scappare. Dopo un feroce inseguimento con un bulldozer, terminato con la morte di Diego, il Terminator taglia la fuga al cyborg e alla ragazza, ma viene respinto da Sarah Connor, giunta in extremis. Trovato rifugio in un motel, Sarah spiega di averli trovati perché aveva ricevuto messaggi anonimi sulle posizioni dei Terminator che giungono sulla Terra. Non esistendo né Skynet né John nel futuro di Grace, lei rivela che l'umanità sarà minacciata da una nuova Intelligenza Artificiale chiamata "Legion", che prenderà il controllo dei server planetari causando un olocausto nucleare (simile a quello che Skynet avrebbe causato nel vecchio futuro), e che il Rev-9 cercherà di uccidere Dani in quanto legata al futuro della resistenza umana.
Grace rintraccia il mittente dei messaggi a Laredo, Texas. Mentre attraversano il confine messicano-statunitense (grazie all'aiuto dello zio di Dani), Rev-9 si infiltra nella polizia di frontiera e ne corrompe i dati, facendo in modo che vengano arrestati come membri di un cartello della droga, ma Grace riesce a liberarli e rubare un elicottero, sfuggendo di nuovo al Terminator. Giunti a Laredo, il mittente si rivela essere il T-800 che uccise John, ora riconvertito nella società civile e col desiderio di fare ammenda, in seguito si unisce al gruppo nonostante il parere contrario di Sarah. Quest'ultima organizza quindi un incontro per procurarsi bombe EMP, mentre il Rev-9 li assalta e li costringe a rubare un C-5 Galaxy militare per allontanarsi, a bordo del quale Grace rivela che sarà Dani stessa e non suo figlio a salvare il mondo, e sempre lei a salvarla dalla miseria e reclutarla nella resistenza.
Pilotando un aereo KC-10 Extender, il Rev-9 riesce a far precipitare l'altro velivolo: Grace, Sarah e Dani si paracadutano in salvo, mentre Carl (nome col quale si fa chiamare il T-800) e Rev-9 si schiantano nel lago di una centrale idroelettrica. Riunitisi con Carl e senza le EMP a disposizione (danneggiate nello scontro aereo), la squadra unisce le forze per affrontare l'androide, forzandolo contro un generatore elettrico, che esplode. Anche se sembra finita, il Terminator si rialza e si dirige verso Dani, che non ha più nessuno a proteggerla. In fin di vita, Grace e Carl sacrificano le loro vite per permettere a Dani di disattivare il Rev-9.
Dani e Sarah, vegliando sulla piccola Grace del presente, decidono di evitarne la futura morte e di prepararsi ai loro ruoli futuri.

## Produzione

### Regia
Dopo la cancellazione dei progetti legati a Terminator Genisys, il 20 gennaio 2017 Deadline Hollywood ha annunciato che James Cameron aveva riacquistato i diritti cinematografici del franchise, con l'intenzione di produrre un nuovo film di Terminator per rilanciare e concludere la saga. David Ellison della Skydance Media era alla ricerca di uno sceneggiatore, con l'obiettivo di affidare la regia a Tim Miller.
Il 21 marzo 2017, Collider pubblicò un’intervista a Ellison in cui dichiarava che entro la fine dell’anno sarebbe stato fatto un annuncio ufficiale sul futuro del franchise: il nuovo film sarebbe stato "la continuazione che i fan vogliono davvero dai tempi di T2". Nel luglio successivo, Cameron annunciò di essere al lavoro con Ellison per organizzare e supervisionare una nuova trilogia di film. L'intento era quello di coinvolgere nuovamente Arnold Schwarzenegger, introducendo al contempo nuovi personaggi in grado di raccogliere il testimone.
Il 12 settembre 2017, Tim Miller fu ufficialmente annunciato come regista del film. Il budget venne fissato tra i 160 e i 200 milioni di dollari.

### Sceneggiatura
Il soggetto del film è stato concepito da Miller, Cameron ed Ellison. Un gruppo di sceneggiatori composto da David S. Goyer, Justin Rhodes e Josh Friedman è stato assunto per scrivere la sceneggiatura e per tracciare l'intero arco narrativo di una trilogia sotto la supervisione di Cameron e Miller. Nel novembre 2017, Billy Ray è stato chiamato a finalizzare la sceneggiatura. Il 10 gennaio 2018 Goyer ha annunciato che una bozza del suo copione era stata completata.

### Cast
- Linda Hamilton interpreta "Sarah Connor", la madre di John Connor, che diventerà il leader della resistenza nella guerra contro Skynet. Il ritorno di Hamilton è stato annunciato il 19 settembre 2017.[10]
- Arnold Schwarzenegger interpreta "Carl", un T-800 invecchiato che Grace recluta per aiutarla a proteggere Dani. Il casting di Schwarzenegger è stato annunciato nel maggio 2017,[11] mentre ad agosto Cameron ha affermato che l'attore avrebbe potuto interpretare anche la base umana per il Terminator.[12] Come in Terminator Genisys, Brett Azar funge da controfigura per un T-800 più giovane, con il volto di Schwarzenegger nel 1991 applicato su di lui con la CGI.[13]
- Mackenzie Davis interpreta "Grace", una soldatessa potenziata della resistenza nel 2042 che viene inviato nel passato per proteggere Dani Ramos dal nuovo prototipo avanzato di Terminator. Il casting di Davies è stato annunciato l'8 marzo 2018.[14] Il personaggio da giovane è interpretato da Stephanie Gil.
- Natalia Reyes interpreta Daniella "Dani" Ramos, una giovane donna che diviene il nuovo obiettivo di Legion in quanto futuro capo della resistenza umana. Il suo ingresso nel cast è stato annunciato il 13 aprile 2018.[15]
- Gabriel Luna interpreta il "Rev-9", un Terminator avanzato inviato indietro nel tempo per terminare Dani, costituito da un tradizionale endoscheletro solido circondato da una "pelle" di poli-lega mimetica. Possiede la capacità di separare questi due componenti in due unità Terminator completamente autonome.[16] Il casting di Luna è stato annunciato il 13 aprile 2018.[15]
- Diego Boneta interpreta "Diego Ramos", fratello di Dani. Il suo casting è stato annunciato il 13 aprile 2018.[15]
- Jude Collie interpreta "John Connor" il figlio di Sarah, il quale contribuirà a impedire la nascita di Skynet. Il 5 giugno 2018 è stato annunciato che l'esordiente Collie, avrebbe interpretato un giovane John Connor in alcune scene di flashback con il suo volto modificato in CGI per ricreare quello di Edward Furlong nel 1991.[17]

### Riprese
I lavori sarebbero dovuti cominciare nel marzo 2018 per poi essere rimandati a maggio. Le riprese sono iniziate il 4 giugno 2018 con il titolo di lavorazione Terminator 6: Phoenix, a La Isleta del Moro per poi proseguire agli Origo Film Studios di Budapest a luglio e negli Stati Uniti verso metà ottobre. Il 30 luglio 2018 Schwarzenegger ha iniziato ufficialmente le riprese delle sue scene a Budapest terminandole il 28 ottobre 2018. Le riprese si sono concluse all'inizio di novembre 2018.
Il budget del film è stato di 185 milioni di dollari, a cui si aggiungono le spese pubblicitarie che si aggirano tra gli 80 e i 100 milioni di dollari.

### Effetti speciali
Gli effetti visivi del film sono stati realizzati da Industrial Light & Magic e Scanline VFX, supervisionati da Alex Wang, David Seager, Arek Komorowski ed Eric Barba come supervisore alla produzione con l'aiuto di Blur Studio, Digital Domain, Method Studios, Unit Image, Rebellion VFX, The Third Floor, Inc. e Cantina Creative.

## Colonna sonora
Nel marzo 2019 è stato annunciato che Junkie XL avrebbe composto la colonna sonora.

## Promozione

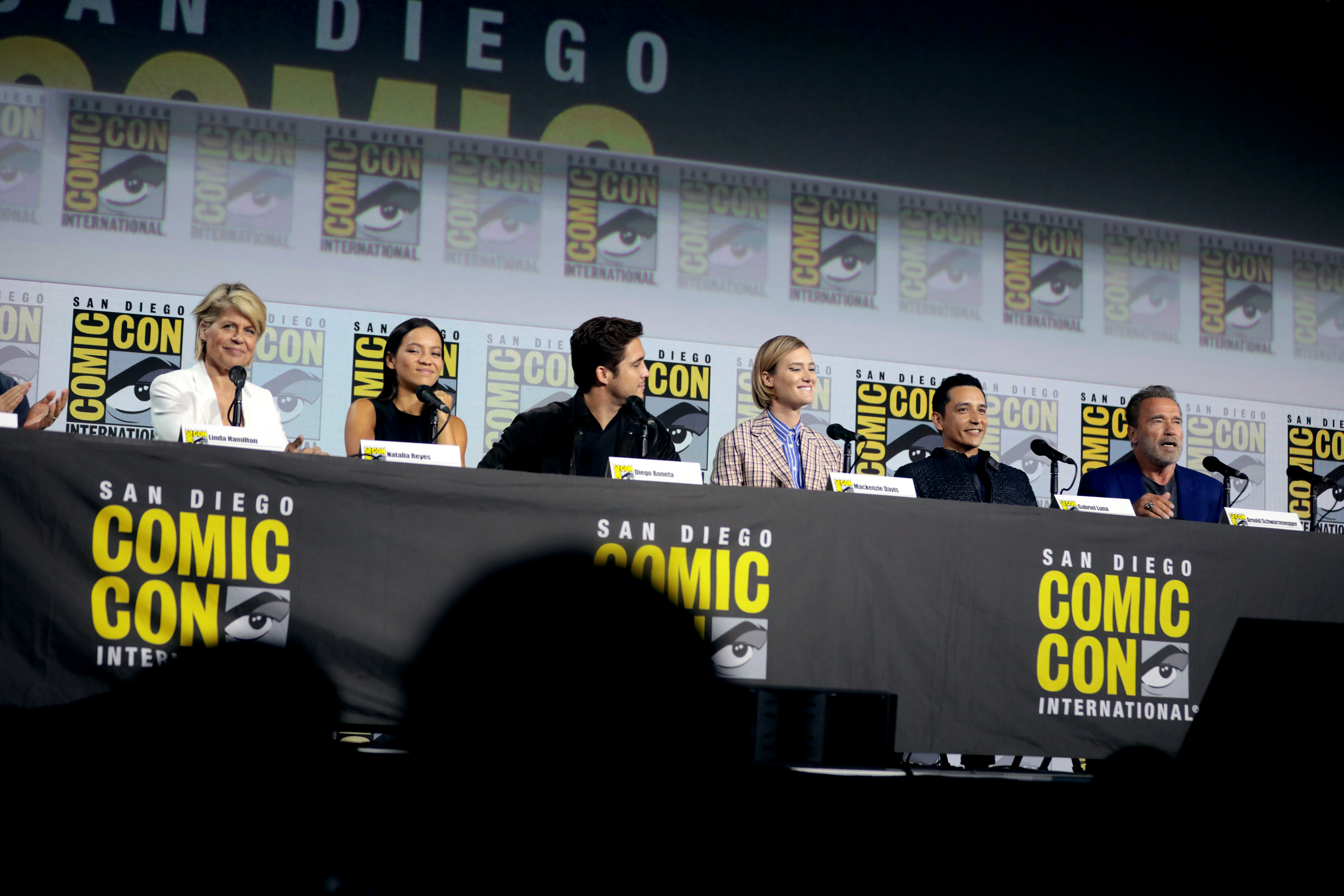
Il cast del film al San Diego Comic-Con International 2019

Il primo teaser trailer originale del film venne diffuso il 23 maggio 2019 sul canale YouTube della Paramount Pictures e poco dopo è stata pubblicata anche una versione italiana.
Al San Diego Comic-Con International 2019 erano presenti il cast ed il regista per promuovere il film.

## Distribuzione
La pellicola, inizialmente fissata per il 26 luglio 2019 è stata spostata prima al 22 novembre e poi al 15 novembre, per essere poi distribuita nelle sale cinematografiche statunitensi a partire dal 1º novembre 2019 ed in quelle italiane dal 31 ottobre 2019.

### Date di uscita
Le date di uscita, e i rispettivi titoli internazionali, sono state:
- 23 ottobre 2019 in Francia, Regno Unito, Indonesia e Paesi Bassi
- 24 ottobre in Germania, Malaysia e Singapore
- 25 ottobre in Svezia
- 30 ottobre nelle Filippine
- 31 ottobre in Argentina (Terminator: Destino oculto), Australia, Brasile (O Exterminador do Futuro: Destino Sombrio), Repubblica Ceca (Terminátor: Temný osud), Danimarca, Hong Kong, Ungheria (Terminátor: Sötét végzet), Israele, Italia, Nuova Zelanda, Portogallo (Exterminador Implacável - Destino Sombrio), Russia (Терминатор: Темная судьба) e Slovacchia (Terminátor: Temný osud)
- 1º novembre in Bulgaria (Терминатор: Мрачна съдба), Canada, Spagna (Terminator: Destino oscuro), Finlandia, India, Islanda, Lituania (Terminatorius. Tamsus likimas), Messico (Terminator: Destino oculto), Turchia (Terminatör: Kara Kader), Stati Uniti, Isole Vergini Americane e Vietnam (Ke Huy Diet: Van Menh Den Toi)
- 7 novembre in Cambogia
- 8 novembre in Giappone, Norvegia e Polonia (Terminator: Mroczne przeznaczenie)

## Accoglienza

### Incassi
Nel primo weekend di programmazione nelle sale statunitensi il film si posiziona al primo posto del botteghino incassando 29,4 milioni di dollari; il risultato tuttavia è al di sotto delle aspettative tanto da essere il secondo capitolo della serie, dopo Terminator Genisys, con il debutto più basso. Secondo un'analisi del The Hollywood Reporter, il film avrebbe potuto generare perdite tra i 110 ed i 130 milioni di dollari.
Terminator - Destino oscuro ha incassato 62,2 milioni di dollari nel Nord America e 198,8 nel resto del mondo, per un totale di 261,1 milioni di dollari.
Rivelatosi uno dei flop cinematografici del 2019, il sito Deadline lo posiziona al secondo posto nella lista dei flop dell'anno con una perdita di 122,6 milioni di dollari.

### Critica
Sull'aggregatore Rotten Tomatoes il film riceve il 70% delle recensioni professionali positive con un voto medio di 6,2 su 10 basato su 351 critiche mentre su Metacritic ottiene un punteggio di 54 su 100 basato su 51 critiche.

## Riconoscimenti
- 2019 - CinemaCon
  - Miglior cast a Linda Hamilton, Natalia Reyes, Mackenzie Davis, Gabriel Luna
- 2021 - Saturn Award[45]
  - Candidatura per il miglior film di fantascienza
  - Candidatura per la miglior attrice non protagonista a Linda Hamilton
  - Candidatura per i miglior effetti speciali a Neil Corbould, Eric Barba, Vinod Gundre e Sheldon Stopsack

## Casi mediatici
Nel novembre 2019, il regista Miller dichiara che lavorare con Cameron nelle vesti di produttore non è stata un'esperienza piacevole, aggiungendo che ci sono state visioni diverse riguardo al film e che hanno prevalso quelle del produttore.
Nel gennaio 2020, Linda Hamilton annuncia la sua volontà di chiudere per sempre col franchise e col personaggio di Sarah Connor:
(Linda Hamilton)